# Lidsångare
Lidsångare (Phylloscopus subaffinis) är en asiatisk fågel i familjen lövsångare inom ordningen tättingar.

## Fältkännetecken

### Utseende
Lidsångaren är en liten till medelstor lövsångare med en kroppslängd på 10,5 till 11 cm. Liksom liknande alpsångaren (Phylloscopus affinis) är ovansidan grönbrun, men den gula undersidan har till skillnad från denna beige inslag. Vidare är ögonbrynsstrecket otydligare men mer enhetligt, där alpsångarens bleknar bakom ögat. Ögonstrecket är mindre distinkt och kontrasterar i mindre grad med örontäckarna. Näbbunderhalvan är också övervägande mörk där alpsångarens är ljus eller endast mörkspetsad.

### Läte
Sången är en serie mjuka toner: tui-tui-tui-tui-tui. Lätet är ett mjukt och ganska svagt trrup eller tripp.

## Utbredning
Fågeln förekommer i västra Tonkin i norra Vietnam samt i centrala, södra och sydöstra Kina (sydöstra Qinghai österut till södra Shaanxi, Jiangxi och Fujian, söderut till norra och östra Yunnan, södra Guangxi samt nordöstra och östra Guangdong). Utanför häckningstid ses den i södra Kina (södra Yunnan österut till Zhejiang), norra och östra Myanmar, nordvästra Thailand, norra Laos och norra Vietnam (östra Tonkin). Arten har tillfälligt påträffats i nordöstra Indien, i Meghalaya.

## Systematik
Tidigare har lidsångaren behandlats som underart till alpsångaren, men skiljer sig åt vad gäller utseende, levnadsmiljö och läten. DNA-studier visar även att de inte är särskilt nära släkt. Den behandlas som monotypisk, det vill säga att den inte delas in i några underarter.

### Familjetillhörighet
Lövsångarna behandlades tidigare som en del av den stora familjen sångare (Sylviidae). Genetiska studier har dock visat att sångarna inte är varandras närmaste släktingar. Istället är de en del av en klad som även omfattar timalior, lärkor, bulbyler, stjärtmesar och svalor. Idag delas därför Sylviidae upp i ett antal familjer, däribland Phylloscopidae. Lövsångarnas närmaste släktingar är familjerna cettior (Cettiidae), stjärtmesar (Aegithalidae) samt den nyligen urskilda afrikanska familjen hylior (Hyliidae).

## Levnadssätt
Lidsångaren häckar i bergstrakter på mellan 1800 och 3600 meters höjd, dels i skog, dels nedanför trädgränsen på öppna buskiga sluttningar. Den häckar mellan maj och juli och lägger fyra ägg i ett litet kupolformat bo med sidoingång som placeras lågt. Information om födan saknas.

## Status och hot
Arten har ett stort utbredningsområde och en stor population med stabil utveckling och tros inte vara utsatt för något substantiellt hot. Utifrån dessa kriterier kategoriserar internationella naturvårdsunionen IUCN arten som livskraftig (LC). Världspopulationen har inte uppskattats men den beskrivs som lokalt vanlig.